# Futbolo Klubas Kauno Žalgiris
Il Futbolo Klubas Kauno Žalgiris, meglio noto come Kauno Žalgiris e in precedenza come FK Spyris Kaunas, è una società calcistica lituana con sede nella città di Kaunas. Milita nella A Lyga, la massima divisione del campionato lituano di calcio.

## Storia
Il club venne fondato nel 2004 come FM Spyris Kaunas ed iscritto al campionato di 2 Lyga, terza serie del campionato lituano di calcio. dopo aver cambiato denominazione in Aisčiai Kaunas per la stagione 2010, il club tornò al nome Spyris Kaunas nel 2011. Dopo aver disputato solo campionati di 2 Lyga, per la stagione 2013 venne ammesso in 1 Lyga, seconda serie nazionale, mentre per la stagione 2015 venne ammesso in A Lyga a completamento organici. Concluse al quinto posto la stagione di esordio in massima serie e raggiunse le semifinali della coppa di Lituania 2014-2015, venendo eliminato dallo Žalgiris Vilnius. Prima dell'inizio della stagione 2016 cambiò denominazione in Kauno Žalgiris, dando seguito alla sua associazione con il Basketball Club Žalgiris, società di pallacanestro di Kaunas. Nacque poi un contenzioso legale con lo Žalgiris Vilnius per l'uso di "Žalgiris" nella denominazione: una prima sentenza del tribunale aveva imposto al club di non usare la parola "Žalgiris" nelle sue attività, ma non venne applicata dallo stesso club. Nel febbraio 2017 lo Žalgiris Vilnius presentò un ricorso al tribunale regionale di Vilnius chiedendo che la federazione lituana applicasse quanto stabilito dalla prima sentenza. In campionato il club concluse all'ottavo ed ultimo posto la A Lyga 2016, venendo retrocesso in 1 Lyga, per poi venire riammesso in massima serie in sostituzione del neopromosso Šilas Kazlų Rūda. Anche nel 2017 concluse all'ottavo ed ultimo posto, venendo retrocesso in 1 Lyga.

## Statistiche e record

### Statistiche nelle competizioni UEFA
Tabella aggiornata alla stagione 2023-2024.
| Competizione                  | Partecipazioni | G | V | N | P | RF | RS |
| ----------------------------- | -------------- | - | - | - | - | -- | -- |
| Coppa UEFA/UEFA Europa League | 2              | 3 | 0 | 0 | 3 | 1  | 12 |
| UEFA Europa Conference League | 3              | 8 | 1 | 2 | 5 | 5  | 17 |

## Organico

### Rosa 2025
Aggiornata al 19 luglio 2025.
| N. |                     | Ruolo | Calciatore              |
| -- | ------------------- | ----- | ----------------------- |
| 2  | Lituania (bandiera) | D     | Tautvydas Burdzilauskas |
| 3  | Georgia (bandiera)  | D     | Anton Tolordava         |
| 5  | Serbia (bandiera)   | D     | Dejan Kerkez            |
| 6  | Serbia (bandiera)   | C     | Damjan Pavlovic         |
| 8  | Belgio (bandiera)   | C     | Amine Benchaib          |
| 8  | Lituania (bandiera) | C     | Vilius Armanavičius     |
| 9  | Georgia (bandiera)  | A     | Temur Chogadze          |
| 10 | Lituania (bandiera) | C     | Gratas Sirgėdas         |
| 11 | Lituania (bandiera) | A     | Fedor Černych           |
| 14 | Ghana (bandiera)    | C     | Divine Naah             |
| 17 | Nigeria (bandiera)  | A     | Oyinlola Kayode         |
| 19 | Lituania (bandiera) | A     | Romualdas Jansonas      |

| N. |                     | Ruolo | Calciatore             |
| -- | ------------------- | ----- | ---------------------- |
| 21 | Germania (bandiera) | D     | Haymenn Bah-Traoré     |
| 22 | Lituania (bandiera) | P     | Deividas Mikelionis    |
| 23 | Colombia (bandiera) | D     | Aldayr Hernández       |
| 28 | Lituania (bandiera) | C     | Ernestas Burdzilauskas |
| 30 | Lituania (bandiera) | C     | Nidas Vosylius         |
| 35 | Lituania (bandiera) | P     | Jurgis Mikšiūnas       |
| 37 | Austria (bandiera)  | D     | Nosa Iyobosa Edokpolor |
| 55 | Lituania (bandiera) | P     | Tomas Švedkauskas      |
| 66 | Lituania (bandiera) | D     | Eduardas Jurjonas      |
| 70 | Francia (bandiera)  | A     | Fabien Ourega          |
| 77 | Serbia (bandiera)   | A     | Dejan Georgijević      |
| 79 | Lituania (bandiera) | A     | Valdas Paulauskas      |

### Rosa 2022
Aggiornata al 10 febbraio 2022.
| N. |                     | Ruolo | Calciatore          |
| -- | ------------------- | ----- | ------------------- |
| 4  | Lituania (bandiera) | D     | Martynas Dapkus     |
| 6  | Giappone (bandiera) | C     | Yūma Suwa           |
| 8  | Lituania (bandiera) | D     | Egidijus Vaitkūnas  |
| 9  | Brasile (bandiera)  | A     | Michael Thuíque     |
| 10 | Lituania (bandiera) | C     | Gratas Sirgėdas     |
| 14 | Lituania (bandiera) | C     | Denis Ževžikovas    |
| 15 | Lituania (bandiera) | C     | Karolis Šilkaitis   |
| 16 | Nigeria (bandiera)  | C     | Abdulgafar Opeyemi  |
| 17 | Nigeria (bandiera)  | D     | Emmanuel Ugbo       |
| 22 | Lituania (bandiera) | P     | Deividas Mikelionis |
| 24 | Ghana (bandiera)    | C     | Divine Naah         |
| 25 | Nigeria (bandiera)  | C     | Oyinlola Kayode     |
| 27 | Lituania (bandiera) | C     | Deitonas Vinckus    |

| N. |                     | Ruolo | Calciatore          |
| -- | ------------------- | ----- | ------------------- |
| 31 | Lituania (bandiera) | P     | Dovydas Vilkas      |
| 77 | Lituania (bandiera) | A     | Linas Pilibaitis    |
| 80 | Lituania (bandiera) | A     | Edvinas Kloniūnas   |
| 81 | Lituania (bandiera) | D     | Aurimas Jurkevičius |
| 83 | Lituania (bandiera) | D     | Pijus Nainys        |
| 93 | Lituania (bandiera) | D     | Edvinas Girdvainis  |
| 3  | Croazia (bandiera)  | D     | Marko Pejić         |
| 5  | Curaçao (bandiera)  | D     | Shermar Martina     |
| 12 | Lituania (bandiera) | P     | Arijus Bražinskas   |
| 7  | Barbados (bandiera) | A     | Ryan Trotman        |
| 11 | Francia (bandiera)  | C     | Mohamed Bahlouli    |
| 29 | Lituania (bandiera) | C     | Benas Anisas        |
|    | Lituania (bandiera) | C     | Fedor Černych       |

### Rosa 2021
| N. |                          | Ruolo | Calciatore         |
| -- | ------------------------ | ----- | ------------------ |
| 3  | Guinea-Bissau (bandiera) | D     | Rudinilson Silva   |
| 4  | Lituania (bandiera)      | D     | Martynas Dapkus    |
| 6  | Giappone (bandiera)      | C     | Yuma Suwa          |
| 7  | Nigeria (bandiera)       | A     | Philip Otele       |
| 8  | Lituania (bandiera)      | D     | Egidijus Vaitkūnas |
| 9  | Brasile (bandiera)       | A     | Michael Thuíque    |
| 10 | Lituania (bandiera)      | C     | Gratas Sirgėdas    |
| 11 | Nigeria (bandiera)       | A     | Emmanuel David     |
| 13 | Lituania (bandiera)      | C     | Domantas Putrius   |
| 14 | Lituania (bandiera)      | C     | Denis Ževžikovas   |
| 15 | Lituania (bandiera)      | C     | Karolis Šilkaitis  |
| 16 | Nigeria (bandiera)       | C     | Abdulgafar Opeyemi |
| 17 | Nigeria (bandiera)       | D     | Emmanuel Ugbo      |
| 18 | Lituania (bandiera)      | D     | Rimvydas Sadauskas |

| N. |                     | Ruolo | Calciatore          |
| -- | ------------------- | ----- | ------------------- |
| 19 | Lituania (bandiera) | A     | Deividas Šešplaukis |
| 22 | Lituania (bandiera) | P     | Deividas Mikelionis |
| 23 | Lituania (bandiera) | C     | Domantas Vitkus     |
| 24 | Ghana (bandiera)    | C     | Divine Naah         |
| 27 | Lituania (bandiera) | C     | Deitonas Vinckus    |
| 30 | Lituania (bandiera) | P     | Airidas Mickevičius |
| 31 | Lituania (bandiera) | P     | Dovydas Vilkas      |
| 77 | Lituania (bandiera) | C     | Linas Pilibaitis    |
| 80 | Lituania (bandiera) | C     | Edvinas Kloniūnas   |
| 81 | Lituania (bandiera) | D     | Aurimas Jurkevičius |
| 83 | Lituania (bandiera) | D     | Pijus Nainys        |
| 87 | Francia (bandiera)  | D     | Steven Thicot       |
| 90 | Brasile (bandiera)  | D     | Choco               |

### Rosa 2020
| N. |                          | Ruolo | Calciatore           |
| -- | ------------------------ | ----- | -------------------- |
| 1  | Lituania (bandiera)      | P     | Armantas Vitkauskas  |
| 3  | Lituania (bandiera)      | D     | Martynas Medelinskas |
| 4  | Lituania (bandiera)      | D     | Martynas Dapkus      |
| 5  | Guinea-Bissau (bandiera) | D     | Rudinilson Silva     |
| 7  | Nigeria (bandiera)       | A     | Philip Otele         |
| 8  | Lituania (bandiera)      | D     | Egidijus Vaitkūnas   |
| 9  | Lituania (bandiera)      | C     | Simonas Urbys        |
| 10 | Lituania (bandiera)      | C     | Gratas Sirgėdas      |
| 11 | Ucraina (bandiera)       | C     | Jurij Bušman         |
| 13 | Lituania (bandiera)      | C     | Domantas Putrius     |
| 14 | Lituania (bandiera)      | C     | Matas Popiera        |
| 15 | Lituania (bandiera)      | C     | Karolis Šilkaitis    |

| N. |                     | Ruolo | Calciatore          |
| -- | ------------------- | ----- | ------------------- |
| 16 | Lituania (bandiera) | C     | Simonas Paulius     |
| 17 | Lituania (bandiera) | D     | Pijus Širvys        |
| 18 | Lituania (bandiera) | D     | Rimvydas Sadauskas  |
| 19 | Lituania (bandiera) | C     | Deividas Šešplaukis |
| 21 | Nigeria (bandiera)  | A     | Emmanuel David      |
| 22 | Lituania (bandiera) | P     | Deividas Mikelionis |
| 23 | Lituania (bandiera) | A     | Domantas Vitkus     |
| 29 | Lituania (bandiera) | C     | Benas Anisas        |
| 31 | Lituania (bandiera) | P     | Dovydas Vilkas      |
| 77 | Lituania (bandiera) | C     | Linas Pilibaitis    |
| 87 | Francia (bandiera)  | D     | Steven Thicot       |